# Donald MacDonald
Donald MacDonald (13 de março de 1898 – 9 de dezembro de 1959) foi um ator e diretor norte-americano da era do cinema mudo. Como ator, ele atuou em 87 filmes entre 1911 e 1934. Também dirigiu 40 filmes entre 1913 e 1917.

## Filmografia selecionada
- Almost a Rescue (1913)
- The Abandonment (1916 - dirigiu)
- The Smugglers of Santa Cruz (1916 - dirigiu)
- Who Cares? (1919)[1]
- The Law of Men (1919)[2]
- Silk Hosiery (1920)
- The Woman in the Suitcase (1920)[3]
- Greater Than Love (1921)
- The Sky Pilot (1921)
- The Woman He Married (1922)
- Lorna Doone (1922)[4]
- Crashin' Thru (1923)[5]